# Karel Stibral
Karel Stibral (* 26. března 1971 Havlíčkův Brod) je český estetik, historik přírodních věd a vysokoškolský pedagog. 

## Život
V letech 1985–1989 vystudoval SPŠ grafickou v Praze, obor polygrafie. Pak studoval jeden semestr na FCHT VŠCHT Praha. V letech 1990–1995 absolvoval studium estetiky a dějin umění na Filozofické fakultě Univerzity Karlovy Praha, současně pracoval jako grafik a technický redaktor v Lidových novinách. V roce 1995 studoval letní semestr na Institutu filosofie FF Jagellonské university v polském Krakově. V letech 1995–2000 absolvoval doktorandské studium na katedře filosofie a dějin přírodních věd Přírodovědecké fakulty Univerzity Karlovy a získal titul Ph.D.
V letech 1996–2003 působil jako asistent na katedře společenských věd VŠCHT a v letech 1998–2008 jako odborný asistent na katedře filosofie a dějin přírodních věd PřF UK. V letech 2003–2012 vyučoval externě na katedrách kulturní a sociální ekologie a antropologie Fakulty humanitních studií UK, v roce 2010 se zde habilitoval. Roku 2005 se stal odborným asistentem, později docentem na katedře environmentálních studií Fakulty sociálních studií Masarykovy univerzity v Brně. V letech 2013–2016 byl ředitelem ústavu estetiky a dějin umění Filozofické fakulty Jihočeské univerzity v Českých Budějovicích. Od roku 2017, kdy se stal zástupcem vedoucího katedry environmentálních studií Fakulty sociálních studií Masarykovy univerzity a od roku 2019 jejím vedoucím, zde přednáší dějiny přírodních věd a estetické vnímání přírody.
Je ženatý a má tři děti.  

## Dílo
Ve svých pracích se Karel Stibral zabývá například vztahem kultury a přírody, historií estetického a uměleckého postoje ke krajině v novověku, úloze přírody v uměleckých dílech, vztahem výtvarného umění a přírodních věd a též dějinami ochrany přírody a environmentálního myšlení.

## Vybraná díla
- 2005 – Proč je příroda krásná
- 2006 – Darwin a estetika
- 2009 – Krása, krajina, příroda II. (spoluautoři: Bohuslav Binka, Ondřej Dadejík)
- 2009 – Česká estetika přírody ve středoevropském kontextu (spoluautoři: Ondřej Dadejík, Vlastimil Zuska)
- 2011 – John Ruskin a příroda (spoluautoři: Bohuslav Binka, Naďa Johanisová)
- 2012 – O malebnu. Estetika přírody mezi zahradou a divočinou
- 2015 – Kapitoly z environmentální estetiky: současná kulturní dimenze krajiny a přírody (spoluautorky: Barbora Bakošová, Kateřina Pařízková)
- 2019 – Estetika přírody: K historii estetického oceňování krajiny
- 2022 – Sokol mezi obrazy: Teorie umění, estetika a umělecká kritika Miroslava Tyrše